# Aldašín
Aldašín (německy Waldaschin) je zaniklá obec, která se nachází na katastru obce Jevany v okrese Praha-východ. Na jejím místě je dochován pouze kostel sv. Jiří, ten je spolu s hřbitovem obrostlý smrkovým lesem. Vesnice patřila k nejstarším v okolí.

## Etymologie
Název Aldašín vznikl ze staršího tvaru Udašín či Vodašín. Existují dvě teorie objasňující vznik tohoto názvu – buď může být odvozen od vlastního jména zakladatele – Udaše či Udajsi, případně může název vycházet ze spojení německých slov Wald (les) a Asche (popel).

## Historie

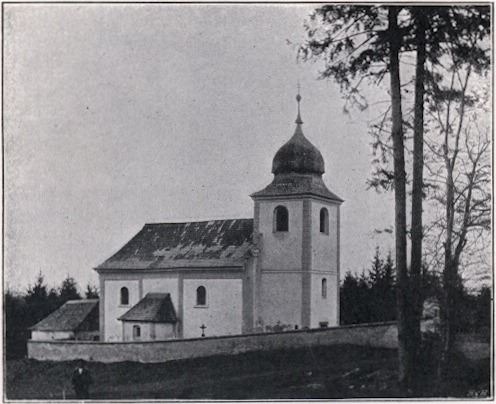
Kostel v roce 1907

Vesnice byla položena na sever od kostela sv. Jiří a byla tvořena přibližně 10 usedlostmi, mezi ně patřily obytné budovy, hospodářské stavby a byly zde nalezeny i pozůstatky menších vodních nádrží. V okolí vzniklo i několik rybníků, některé z nich později zanikly. Severně od kostela stálo neopevněné šlechtické sídlo, stavba měla zděný kamenný suterén, vrchní část byla dřevěná; kromě stavení palácového charakteru se zde nacházelo několik obytných a hospodářských staveb. Sídlo shořelo v 15. století a později již nebylo obnoveno.
Na místě bylo nalezeno pohřebiště s popelnicemi. První písemná zmínka o pastevecké osadě Aldašín pochází z roku 1344, byla to tehdy pastevní víska. Později byla vesnice přeměněna na zákupní rolnickou ves. V roce 1352 byl Aldašín připomínán jako plebánie, s chrámem sv. Bartoloměje (později bylo zasvěcení změněno na sv. Jiří). K obci dále náležely osady Bohumil, Cukmantl, Drbohlavy, Jevany a jevanský a penčický mlýn. V roce 1358 získal Ješek z Kostelce obec Aldašín jako léno od Karla IV., patřil tedy k černokosteleckému panství. Za husitských válek byla opuštěna místní fara a obec definitivně zpustla po roce 1645, kdy byla za třicetileté války vypálena. Pokusy o znovuosídlení v roce 1690 nebyly úspěšné, následně ale byl starý kostel v roce 1729 přestavěn a barokizován na popud majitelky panství, Marie Terezie z Lichtenštejna. Kostel byl v roce 1771 doplněn na západním průčelí věží s osmibokou helmicí.
Díky své poloze v hlubokých lesích se Aldašín stal vyhledávaným poutním místem, tradice poutí však byla ukončena po komunistickém puči v 50. letech 20. století.
Podobný historický osud sdílí obec i s nedalekými vesnicemi Bohumil, Penčice, Cukmantl a Drbohlavy, případně i vzdálenějšími Janovicemi u Říčan.

## Současnost
Kolem kostela se rozkládá funkční hřbitov s márnicí, je na něm pochován mj. biskup Jan Lebeda, dokumentarista Jan Špáta, hudební skladatel Karel Svoboda či generálmajor Jiří Birula. V kostele sv. Jiří se konají mše pravidelně každou druhou neděli v měsíci od 14.00.
Aldašín je dostupný po modré turistické značce, a tak se stal vyhledávaným turistickým cílem pro pěší i cyklisty. Zaniklou vesnicí prochází silnice z Černých Voděrad do Kostelce, u kostela z ní odbočuje místní komunikace do Jevan. Nedaleko (od kostela na druhé straně silnice) se nachází obora Aldašín o výměře 93 ha, ta je ve správě Střediska rybářství a myslivosti Školního lesního podniku v Kostelci nad Černými lesy, který patří ČZU. V oboře je chována černá zvěř. Asi 1 km východně od kostela protéká Bohumilský potok.
V lokalitě probíhal v letech 2005–2007 archeologický průzkum.

## Galerie

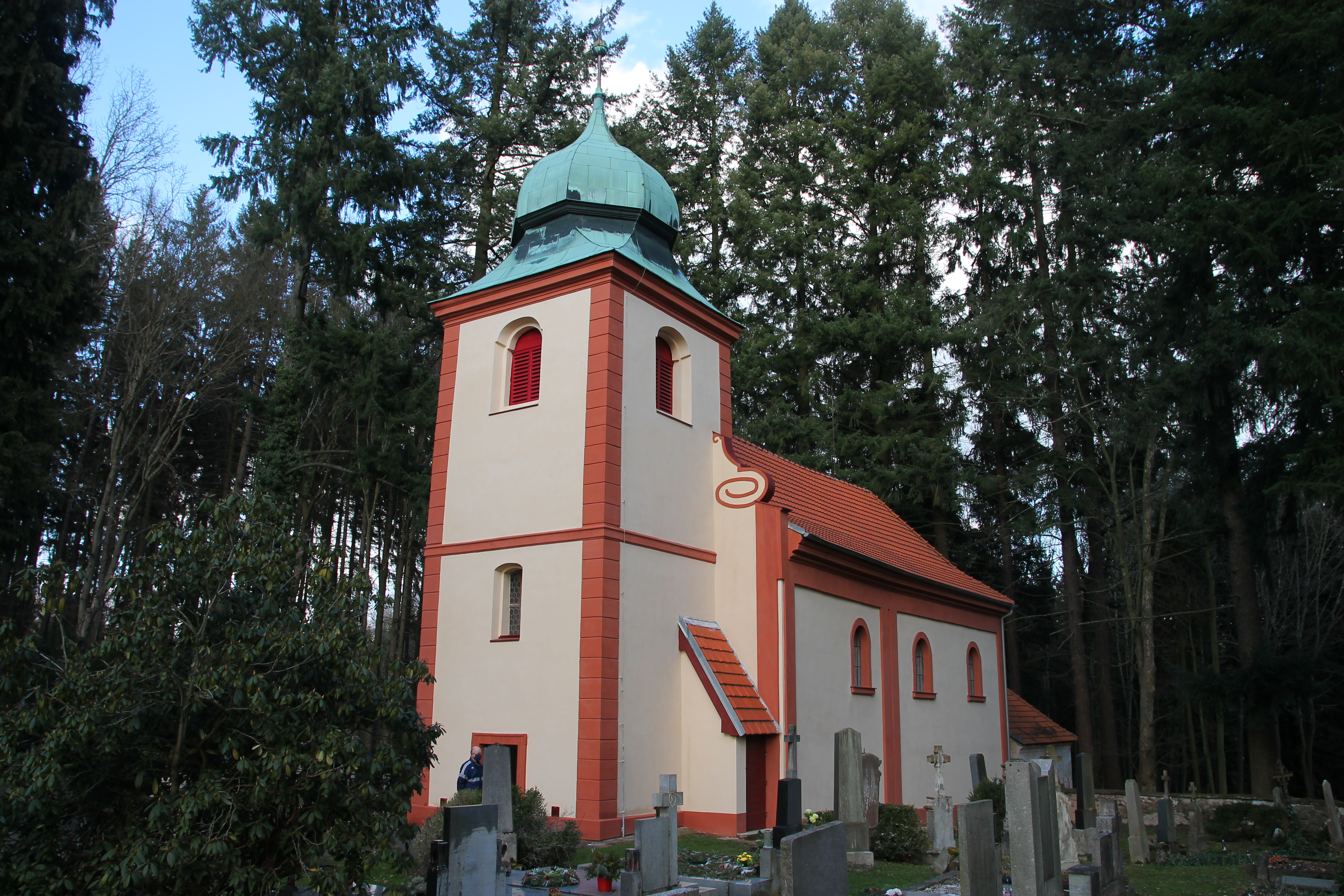
Pohled na kostel
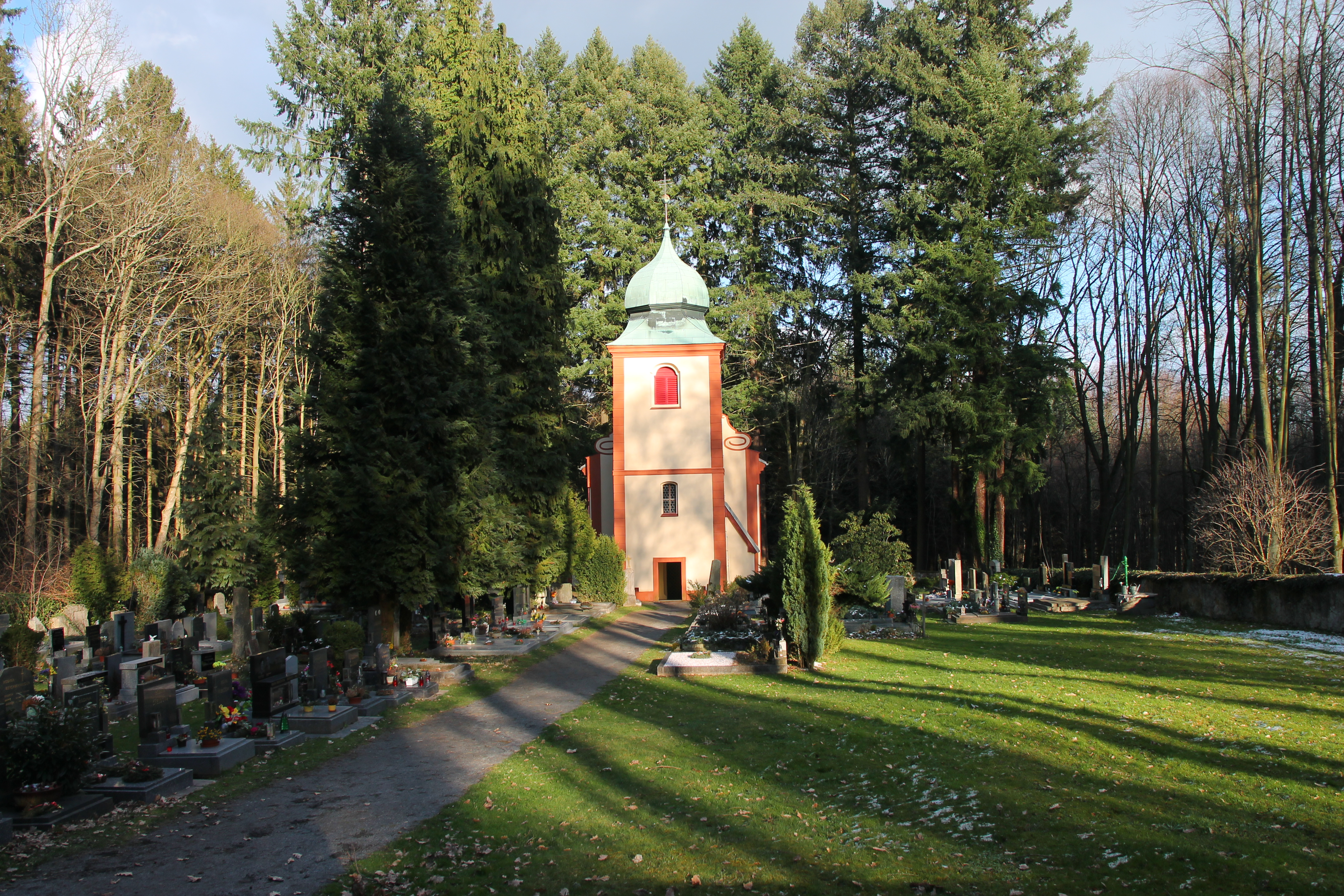
Pohled na kostel s hřbitovem
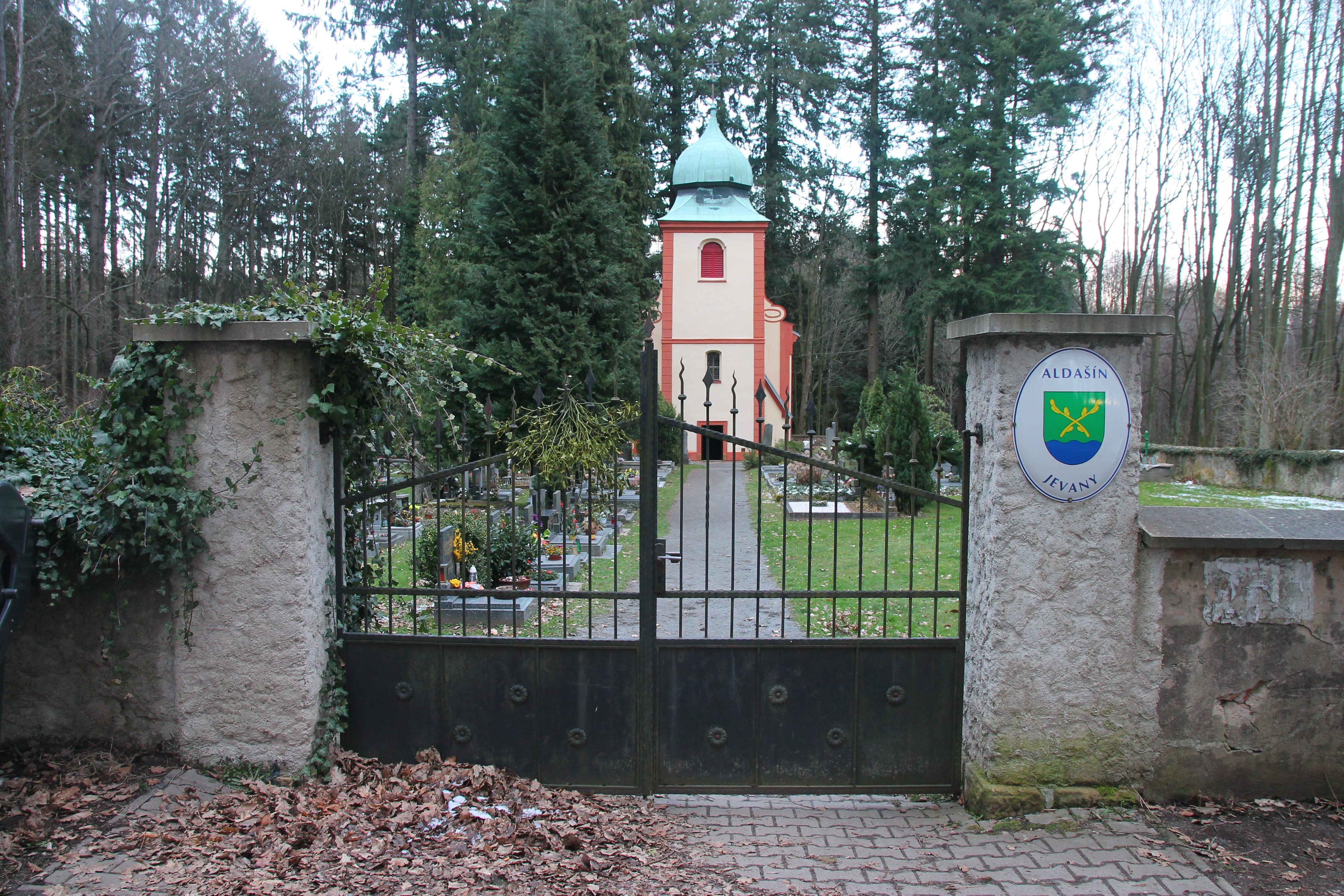
Vstup na hřbitov
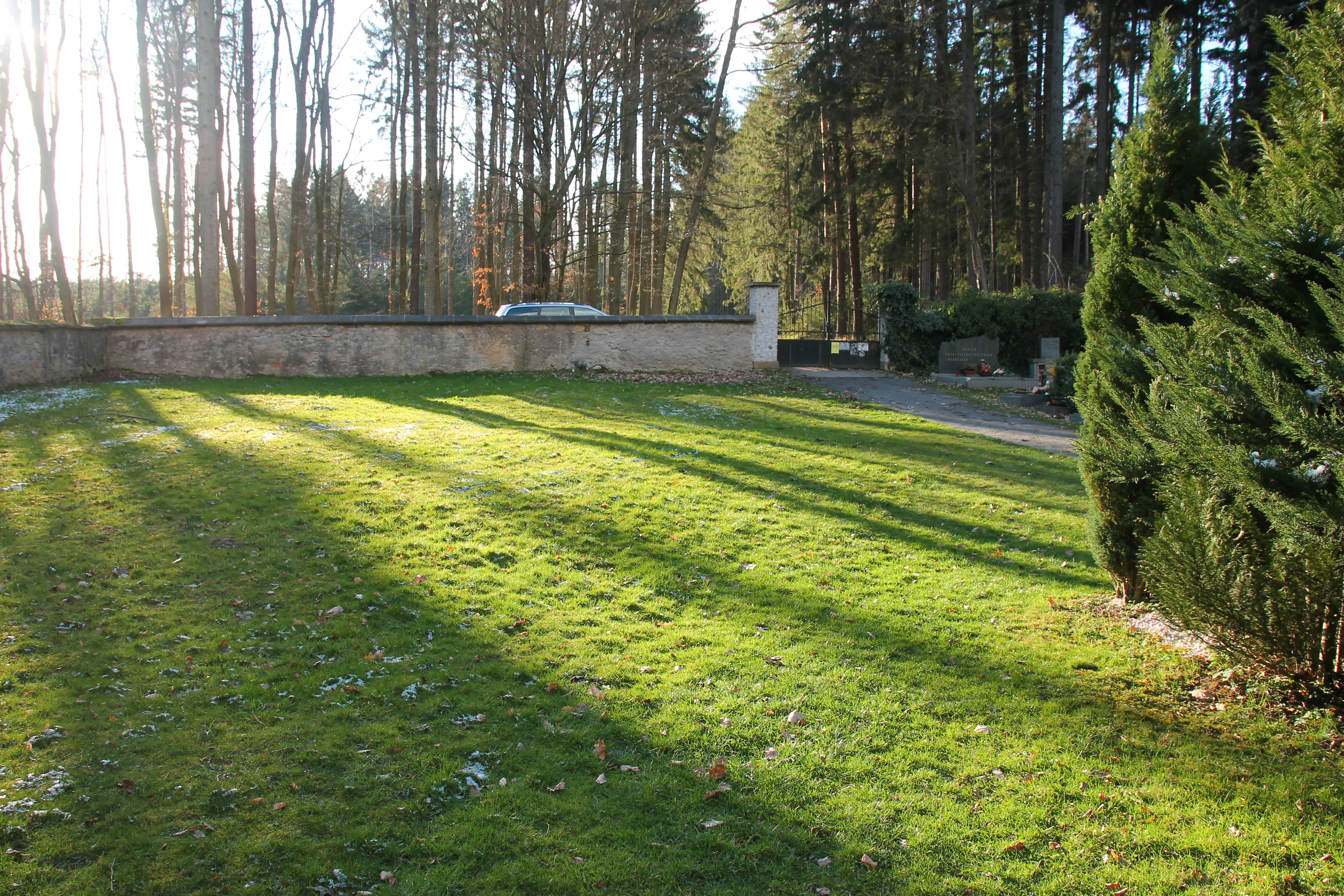
Prázdná plocha na hřbitově
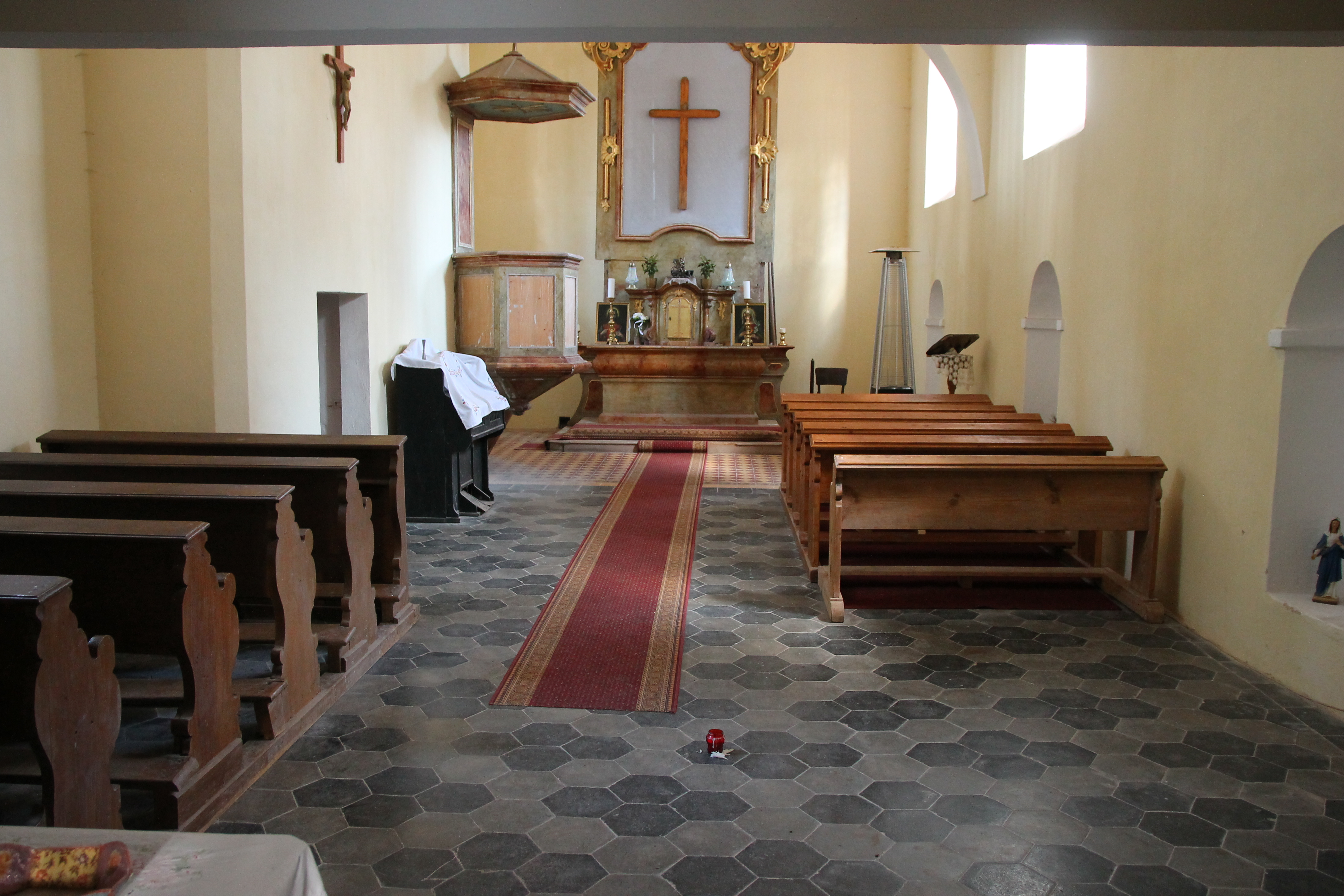
Interiér kostela
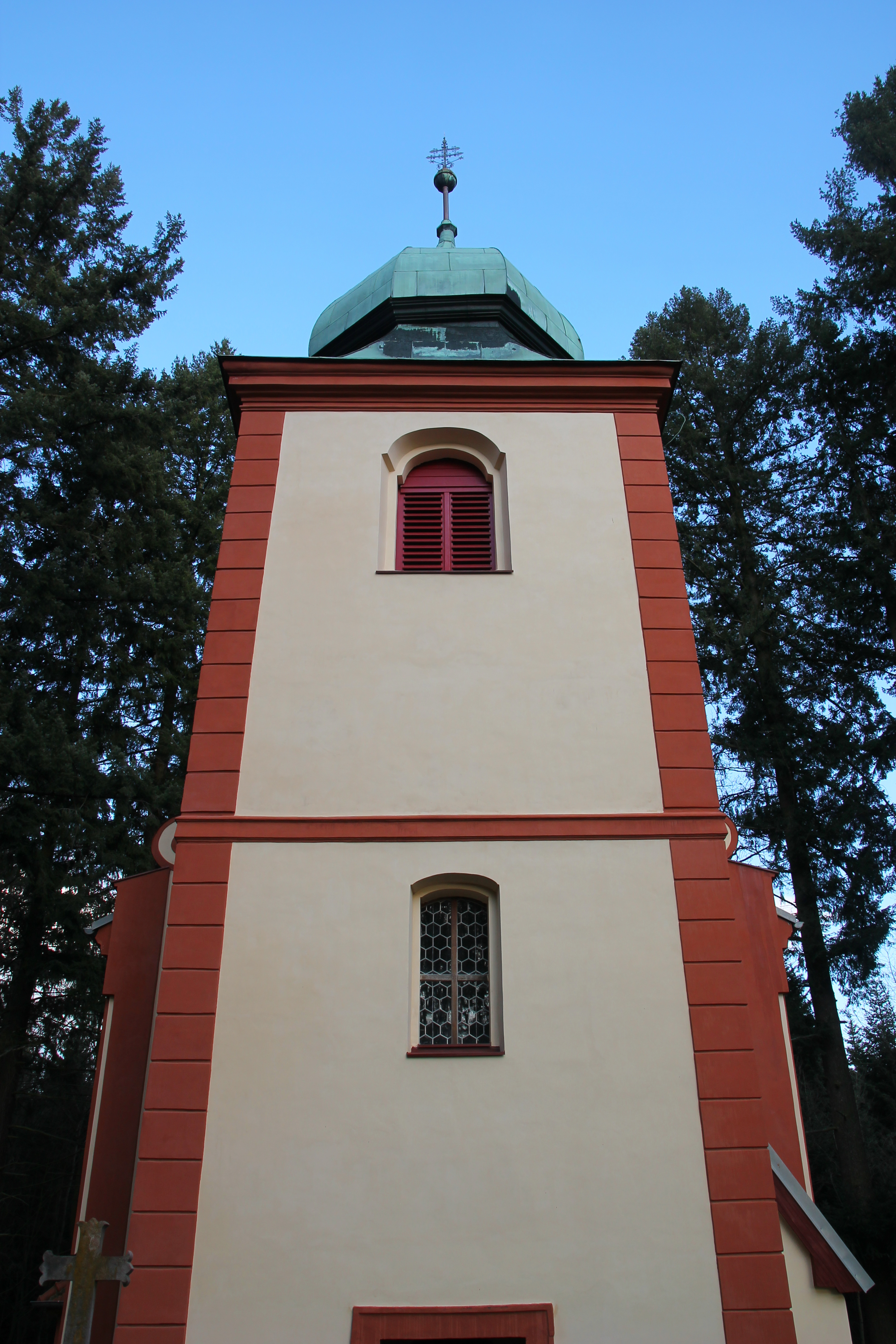
Detail věže
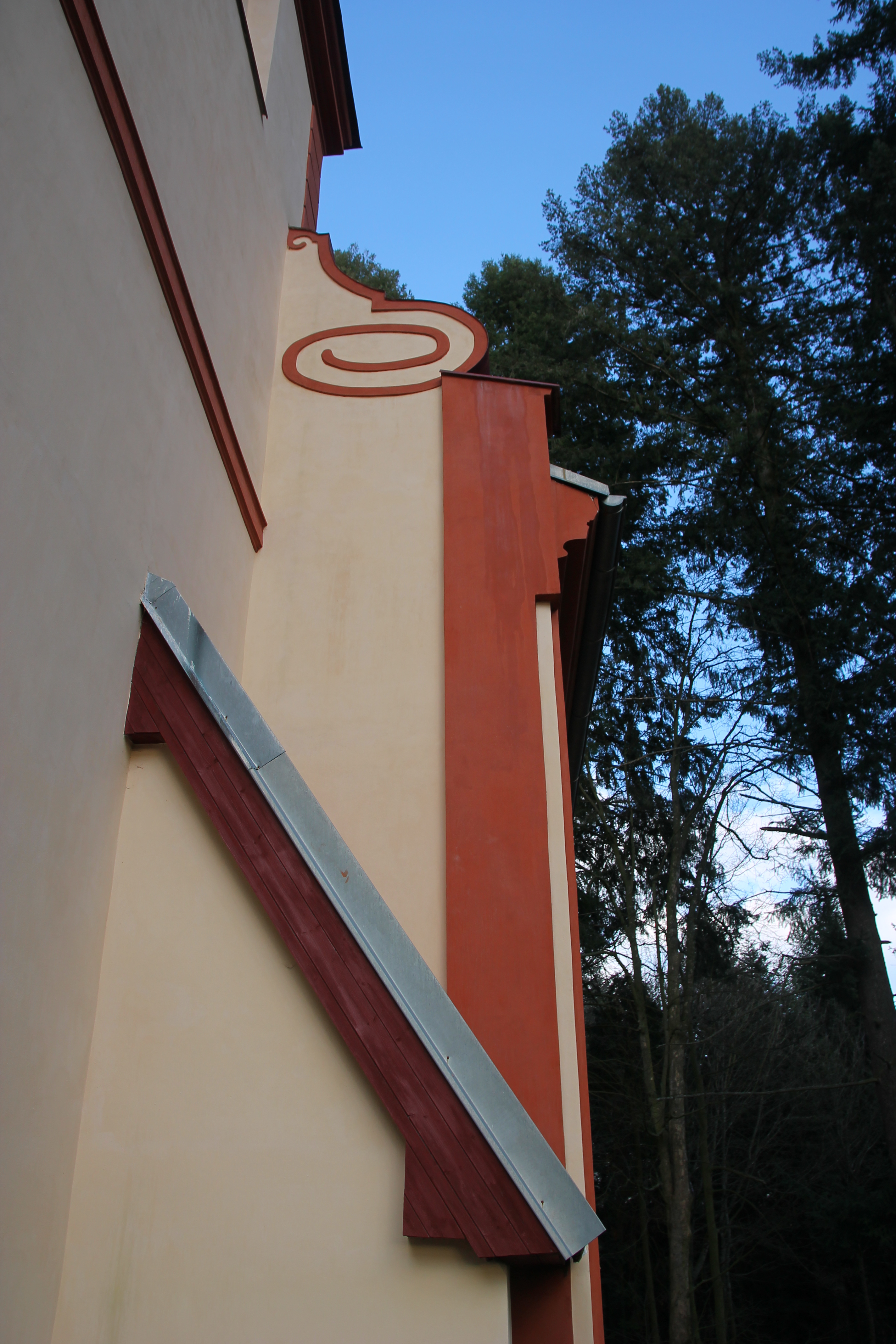
Detail kostela
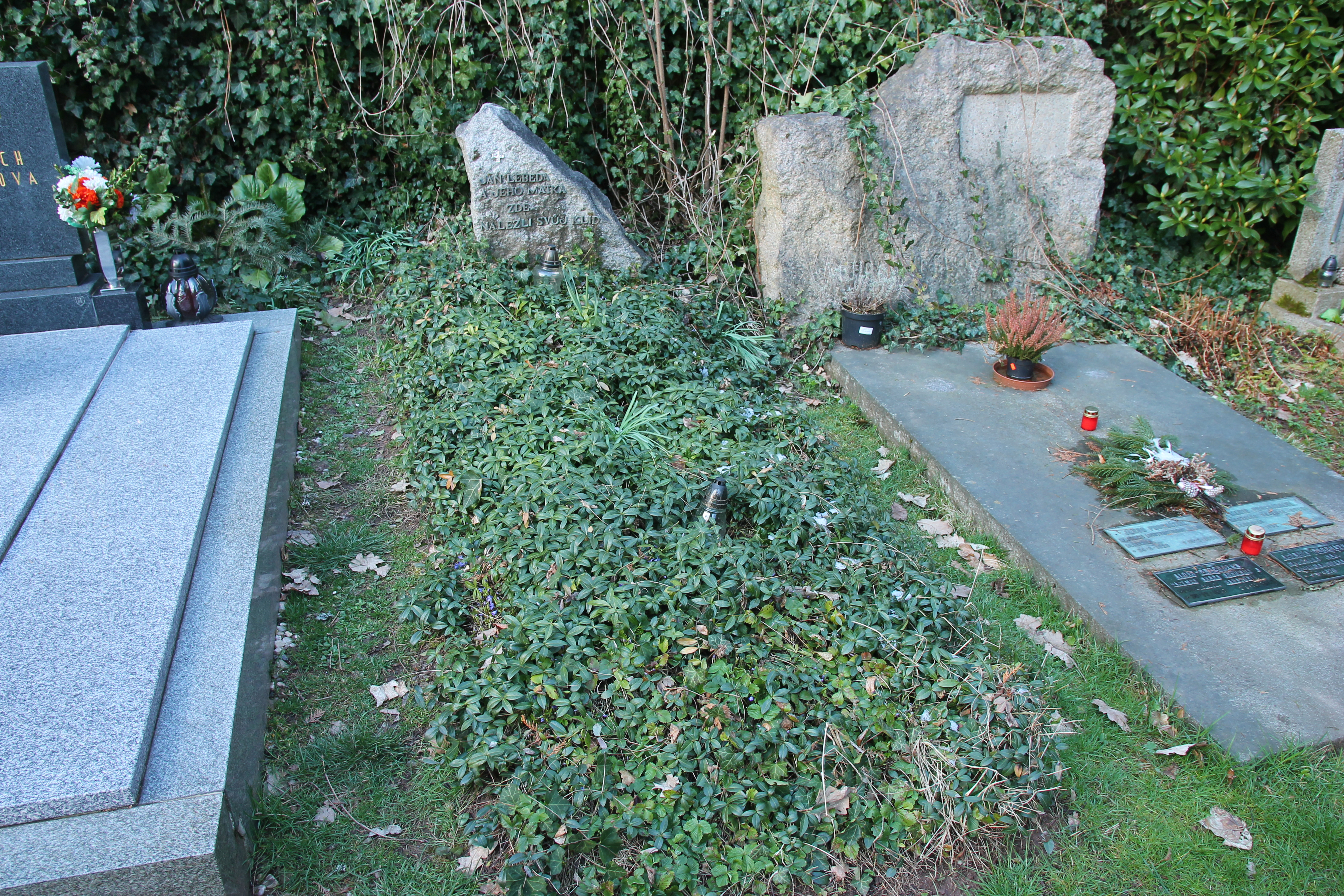
Hrob biskupa Jana Lebedy
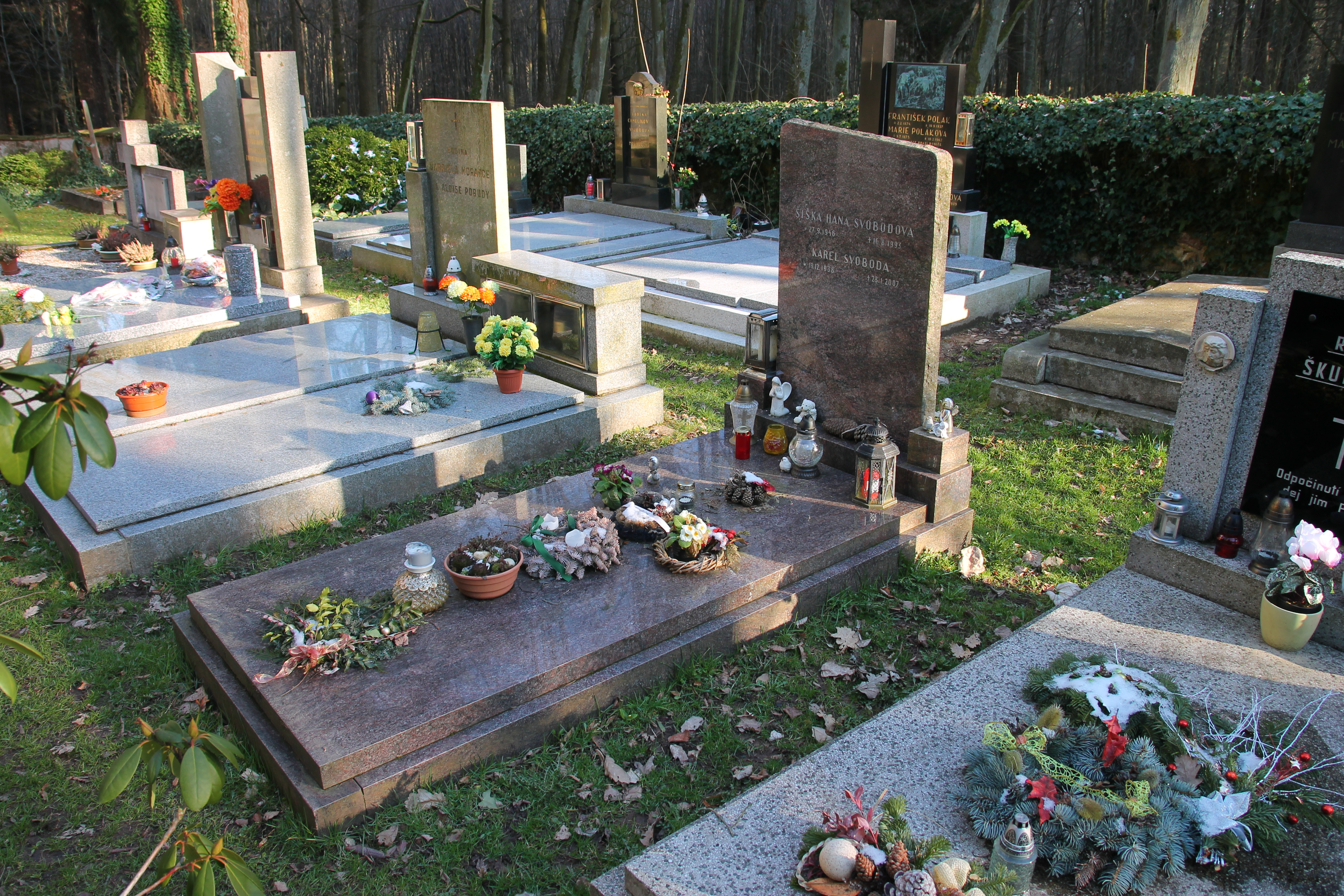
Hrob Karla Svobody
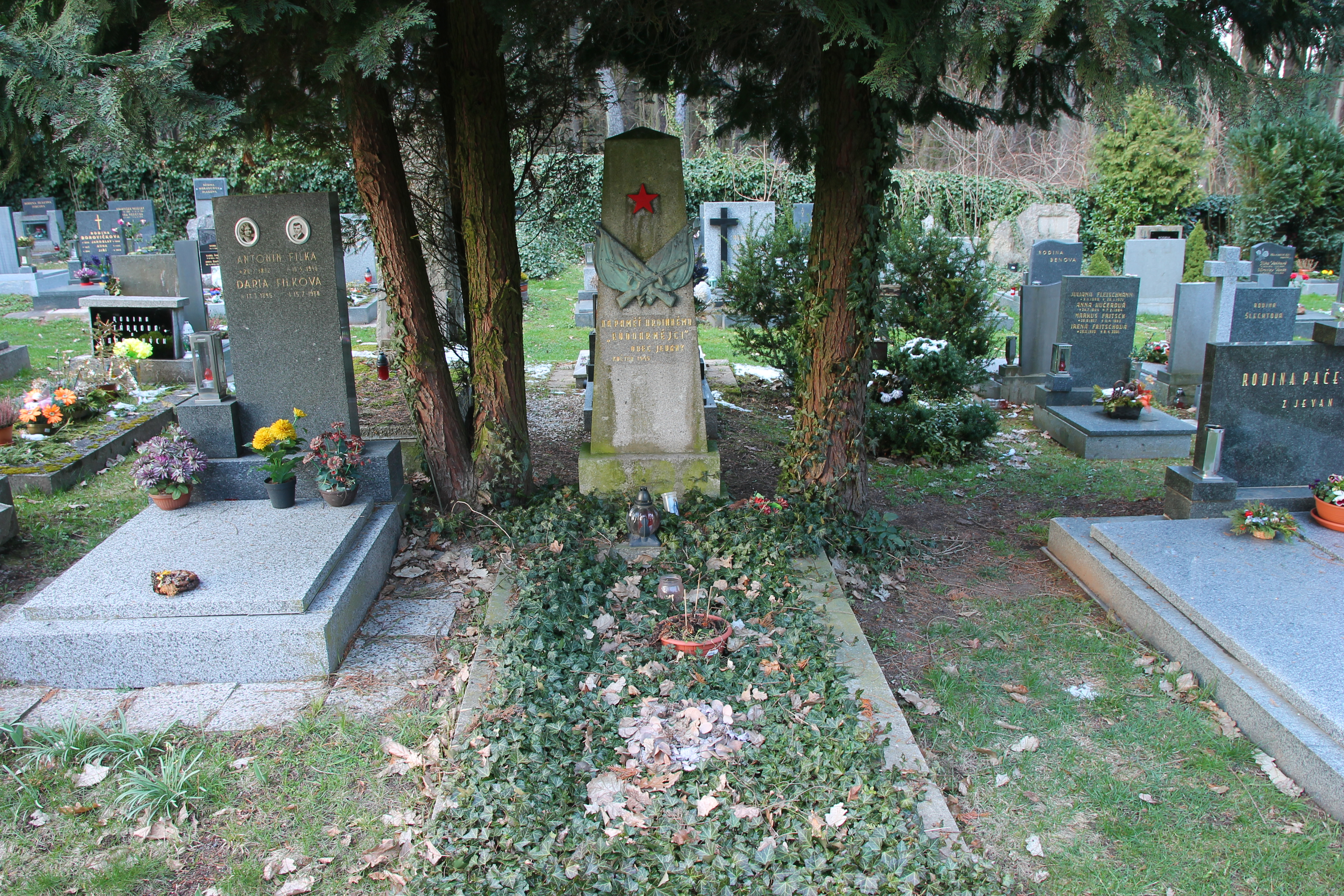
Památník rudoarmějci
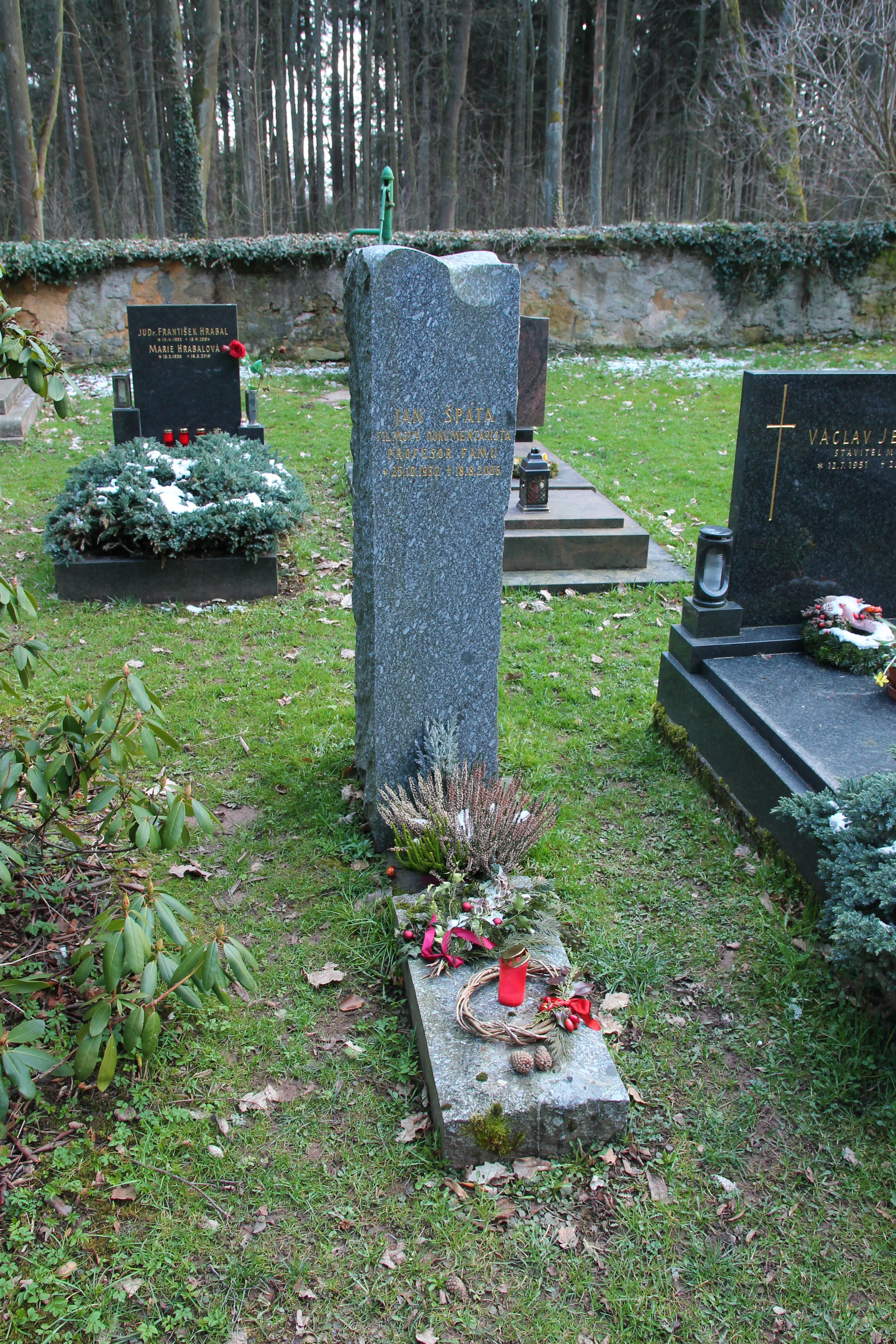
Hrob Jana Špáty
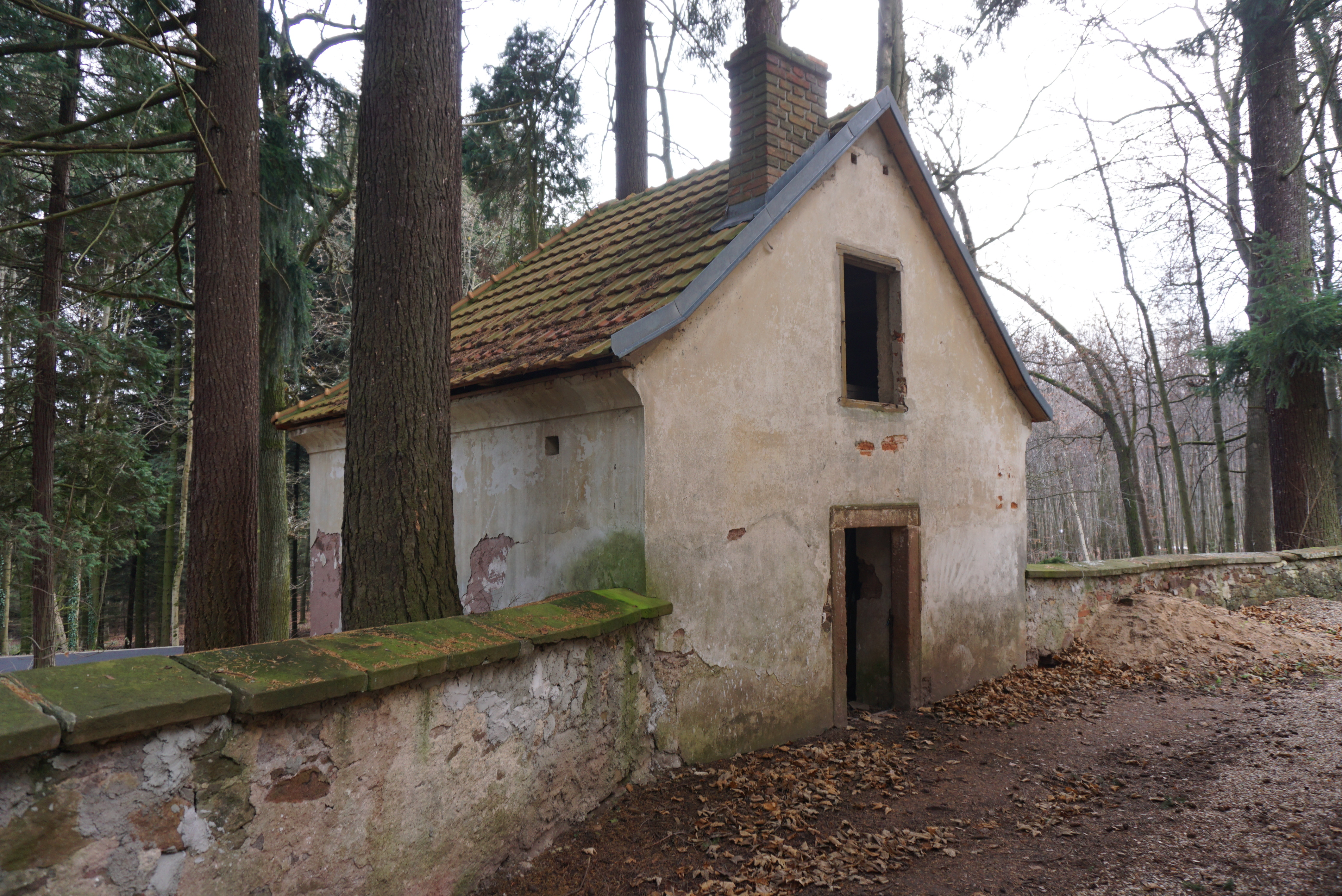
Márnice u kostela
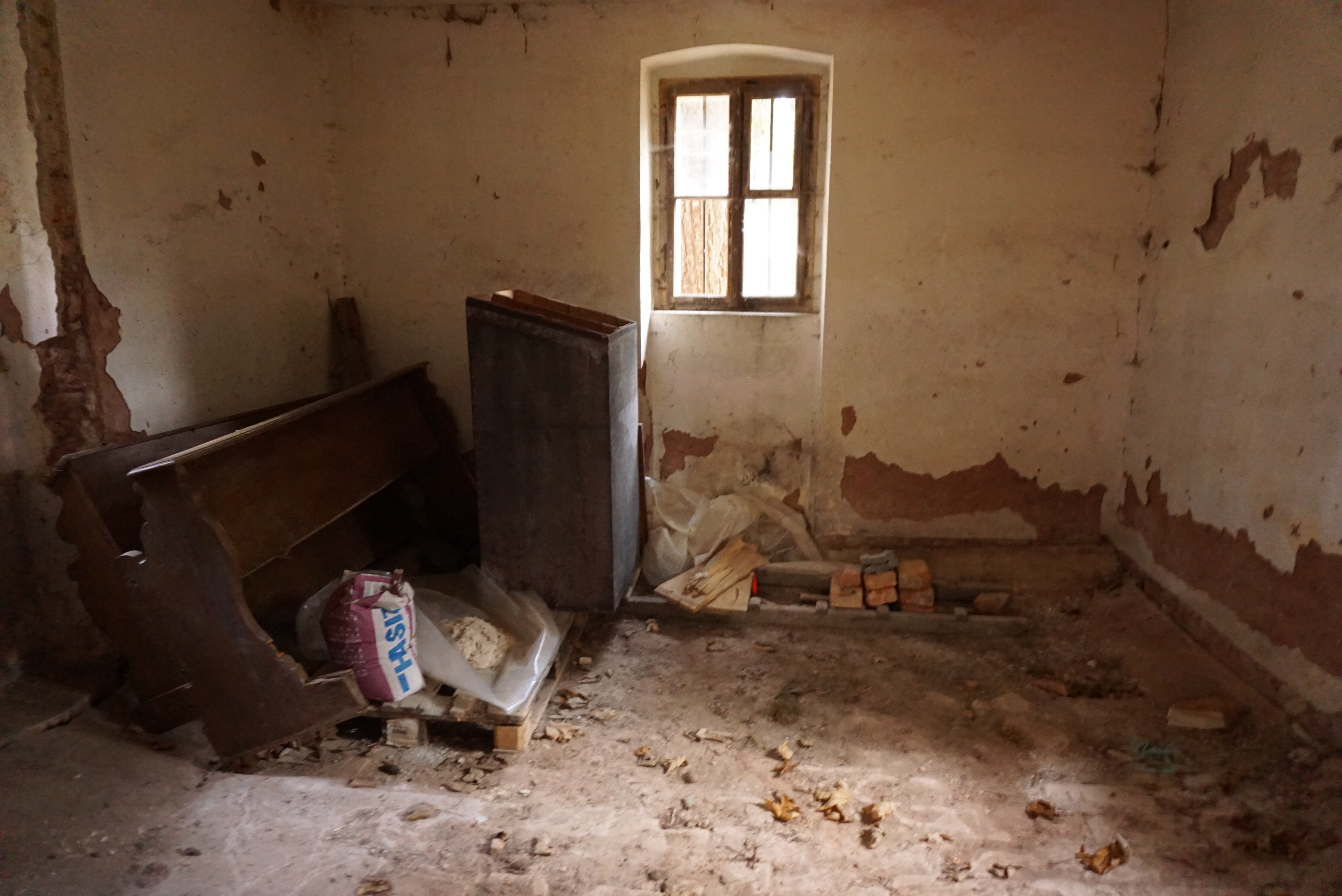
Interiér márnice
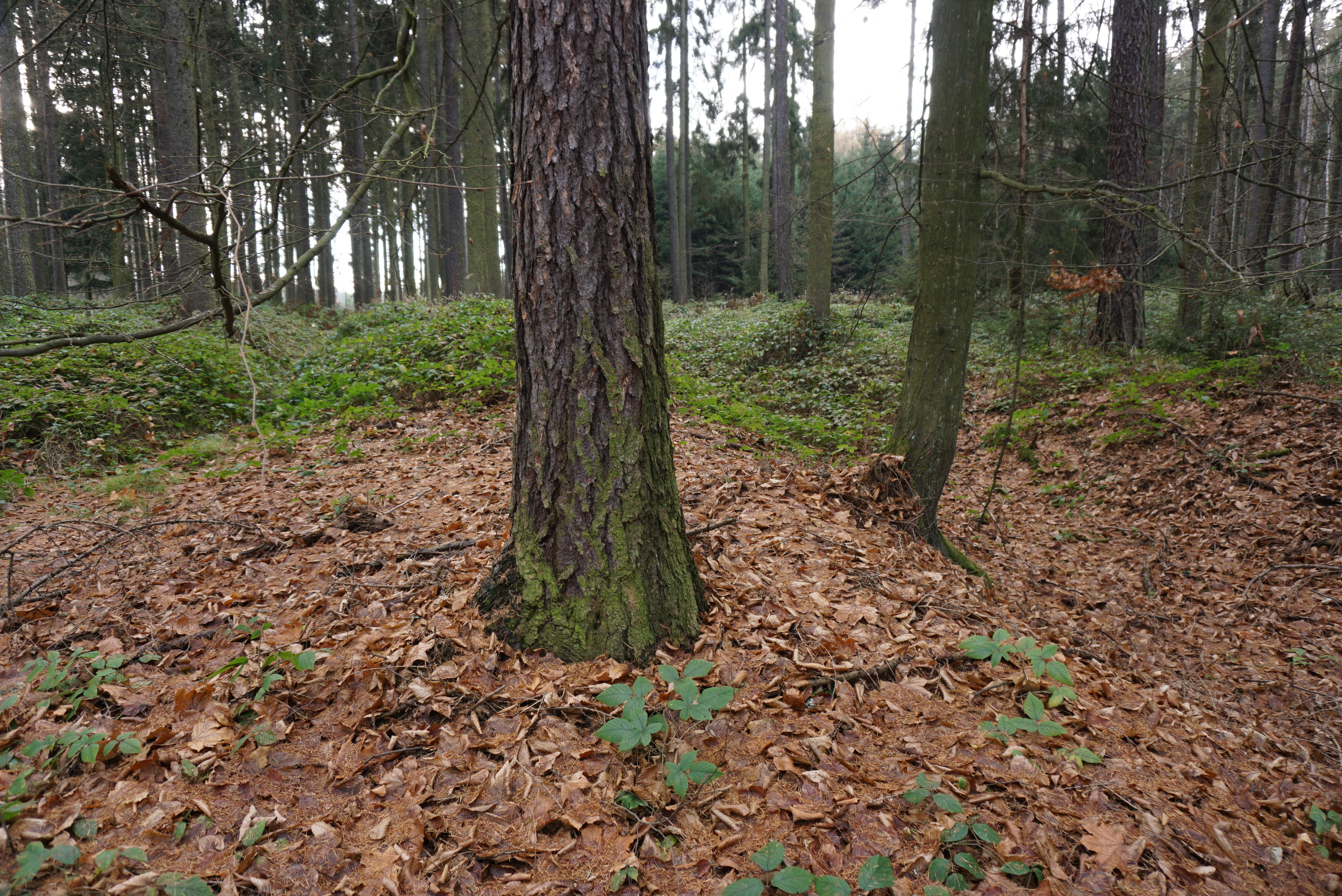
Místo zaniklé vesnice
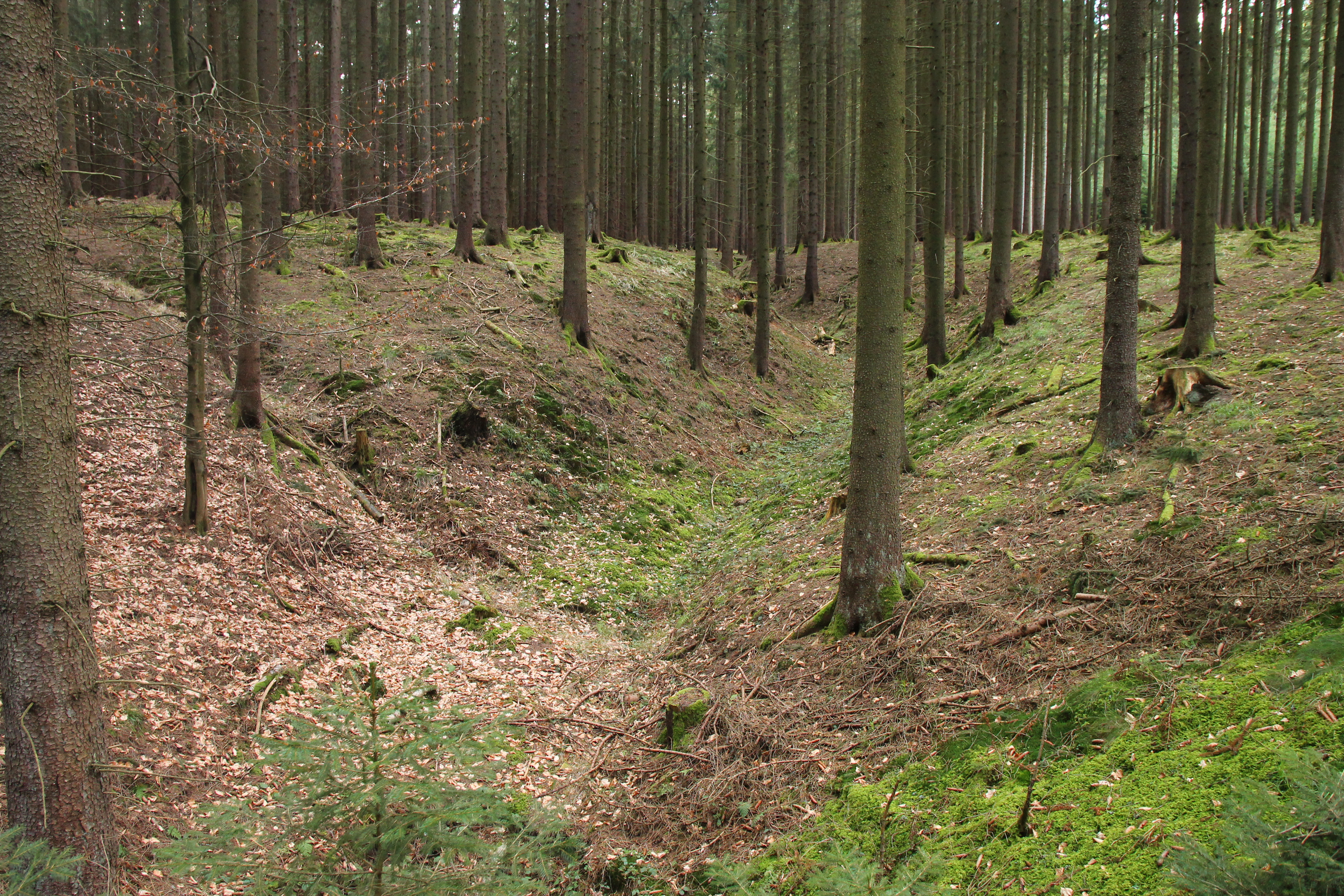
Les u Aldašína
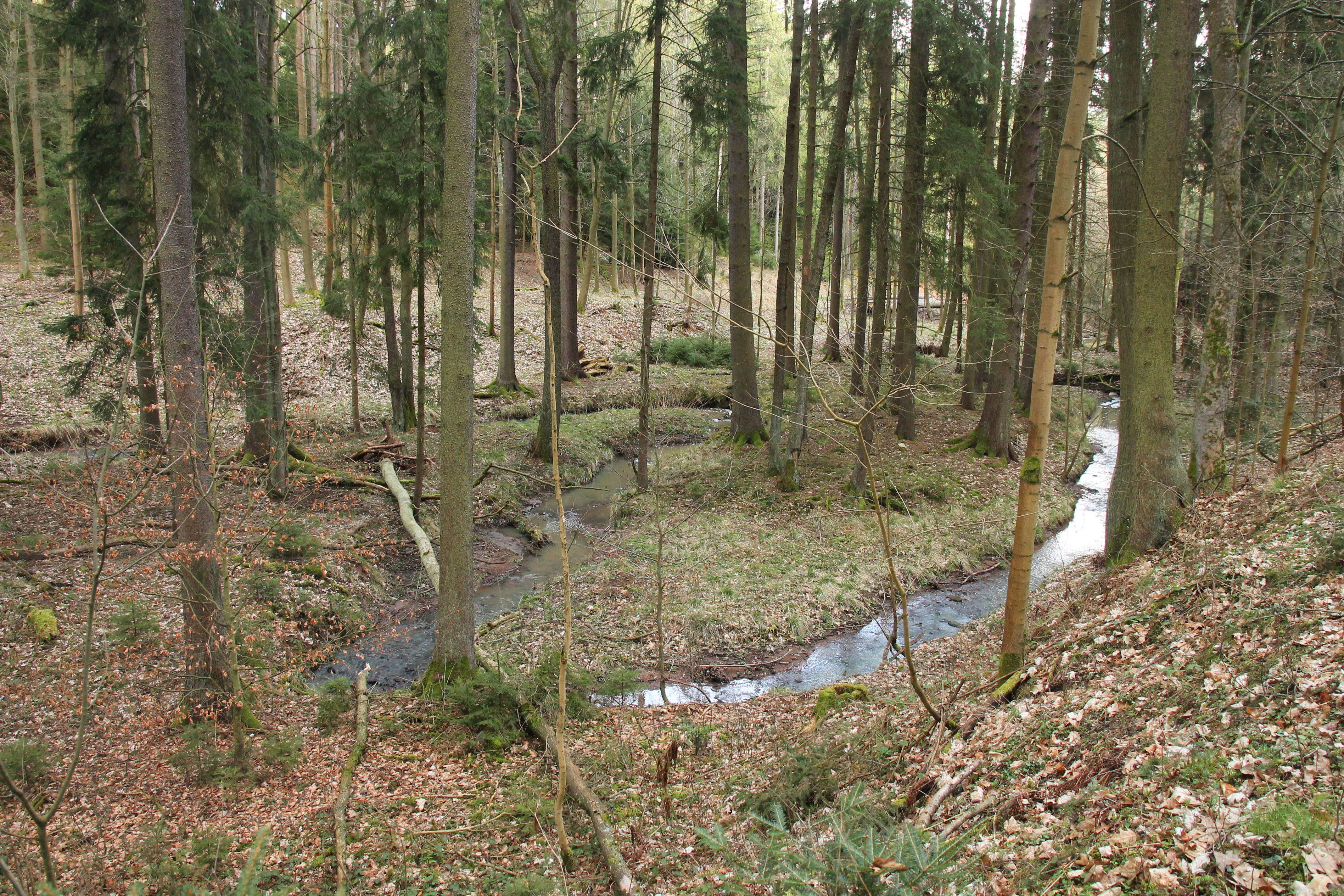
Bohumilský potok pod oborou
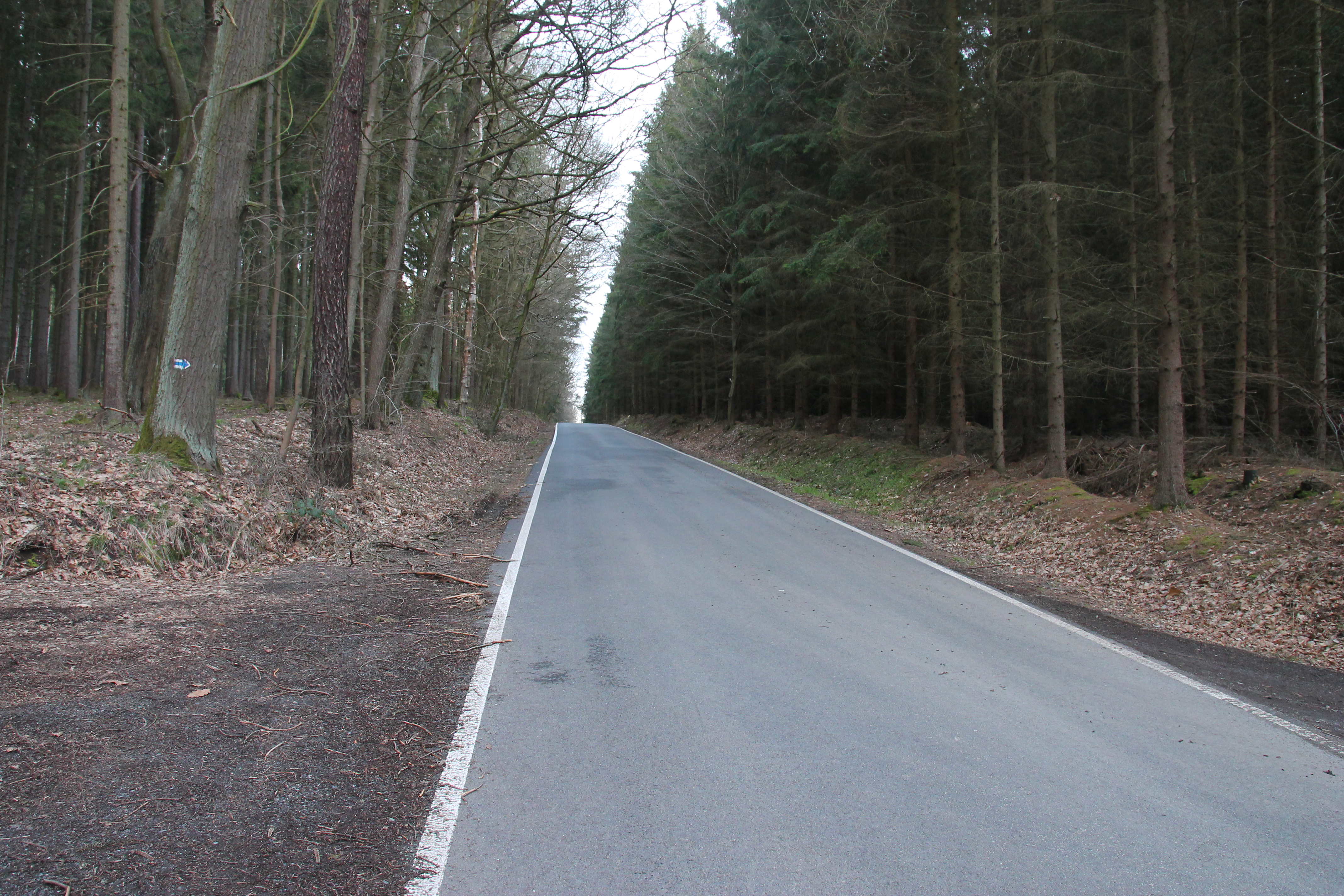
Silnice u Aldašína
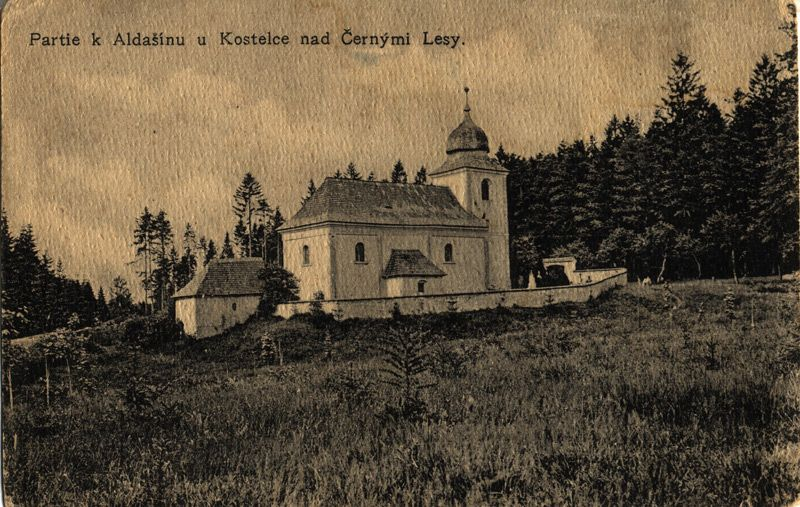
Aldašín na historické pohlednici